# Noxubee (rivière)
La rivière Noxubee, appelée à l'époque de la Louisiane française Ruisseau Nachebe, du nom des amérindiens riverains, est une rivière de l'Alabama et du Mississippi aux États-Unis.

## Géographie
La rivière prend sa source dans le comté de Choctaw, près des villes d'Ackerman et de Louisville à une dizaine de kilomètres à l'Est de la bourgade de French Camp. La rivière s'écoule vers le sud-est et longe la ville de Macon. 
La rivière Noxubee se jette dans la rivière Tombigbee près de la ville de Gainesville (Alabama), située dans le comté de Sumter, dans l'Alabama, aux États-Unis. Elle contribue au bassin fluvial du fleuve Mobile.

## Histoire
C'est le long des cours des rivières Noxubee et Tombigbee, que se sont installés en nombre les premiers colons français de la Louisiane française au milieu des Amérindiens choctaw et Chickasaw, conduit en 1734 par Jean-Baptiste Le Moyne de Bienville à Fort Tombeche, qui deviendra ensuite, un poste de traite américain sous le nom de Fort Tombecbe. 